# こいもみじ
こいもみじは、1998年（平成10年）に広島県で育成されたイネ（稲）の品種。「ふ系141号」を花粉親、「サチイズミ」を種子親とする交配によって育成された。「恋」や広島の象徴である「鯉」を意味する「こい」に、広島県の県花・県木である「もみじ」を組み合わせて命名された。
厳しい気候の広島県北部に適する品種として育成された。熟期は極早生で、多収。耐倒伏性や耐冷性に強く、いもち病にもやや強い。1998年（平成10年）に広島県の奨励品種となっている。
千粒重は24.0gで飯米としては大粒。控えめな甘さや粘りとしっかりした粒感が特徴である。食味は良いもののタンパク質含量が低いことから、粒が大きいこともあって酒米としても利用される。